# Opole (Łódź)
Pour les articles homonymes, voir Opole (homonymie).
Opole est une localité polonaise de la gmina de Parzęczew, située dans le powiat de Zgierz en voïvodie de Łódź.